# Малов, Олег Юрьевич
Оле́г Ю́рьевич Мало́в (род. 23 июня 1947, г. Горький) ― советский и российский пианист, профессор Санкт-Петербургской консерватории, Заслуженный артист Российской Федерации (1999), кандидат искусствоведения.

## Биография
Родился в 1947 году в г. Горьком (Нижний Новгород), в 1951 году семья переехала в г. Новосибирск, где в 1961 году окончил музыкальную школу, а в 1965 году — Новосибирское музыкальное училище. В 1965 году поступил в Ленинградскую консерваторию, где обучался в классах профессора С. И. Савшинского и профессора Н. Е. Перельмана (учеников профессора Леонида Владимировича Николаева), в 1970 году окончил консерваторию, а в 1972 году — ассистентуру-стажировку у профессора Н. Е. Перельмана. С 1972 году преподаёт на кафедре специального фортепиано Ленинградской консерватории, с 1995 года — профессор консерватории.
В 1987 году получил учёную степень кандидата искусствоведения за научные исследования камерного творчества выдающегося армянского композитора Тиграна Мансуряна. В 1999 году удостоен звания заслуженного артиста РФ.

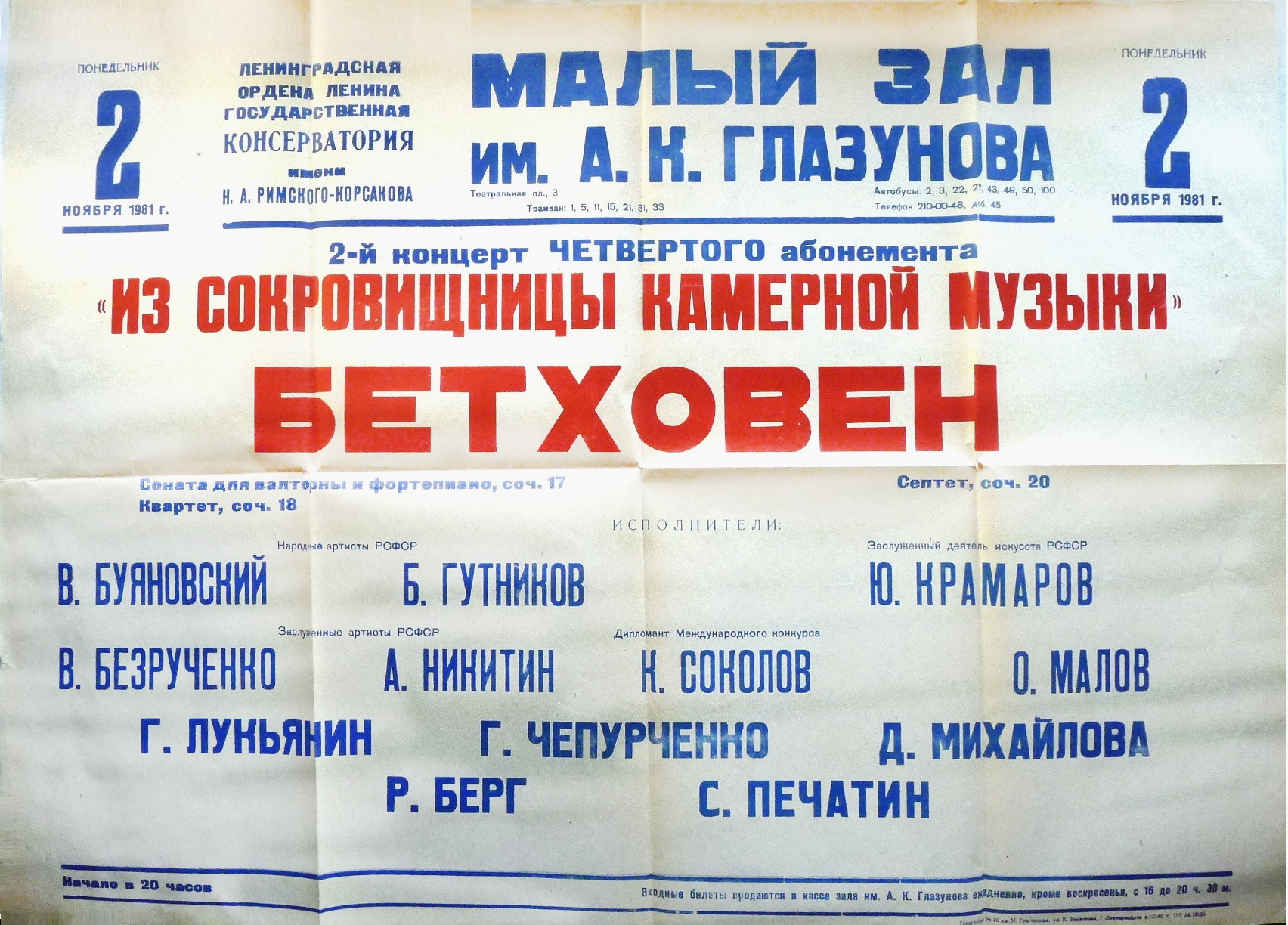
Одна из концертных афиш О. Ю. Малова, Ленинградская гос. консерватория, Малый зал им. А. К. Глазунова, 1981 год

С 1968 года выступает с концертами современной российской музыки, концертный репертуар содержит произведения более 100 авторов. С 1989 года регулярно принимает участие в крупнейших фестивалях современной музыки в Европе (Германия, Голландия, Италия и др.), выступает в качестве солиста, ансамблиста, дирижёра и руководителя музыкального ансамбля. Известен обширной работой с произведениями Галины Уствольской и Александра Кнайфеля — выступал с его музыкой в 2009 году в Ирландии 1 мая «Покой в Шуме» и 6 мая «Фестиваль искусств в г. Дрохеда».
Неоднократно проводил мастер-классы в различных высших учебных заведениях России, СНГ и Европы, регулярно участвует в жюри всероссийских и международных конкурсов в качестве председателя и члена жюри.
Записал 10 грампластинок на фирме «Мелодия»
, компакт-диски на фирмах «Pentagon», «Megadisc», EMC.
В 2011 году исполнял обязанности ректора Санкт-Петербургской консерватории.
Выпускники работают во многих высших учебных заведениях России, странах Европы и Америки, многие являются лауреатами всесоюзных, всероссийских и международных конкурсов. Сын Олега Малова, Сергей, является скрипачом и альтистом.

### Ученики
- Семишина Елена Вениаминовна, профессор, зав. кафедрой камерного ансамбля Санкт-Петербургской консерватории, лауреат межд., всесоюзных и всеросс. конкурсов (анс.)[18]
- Шабалина Татьяна Васильевна, доктор искусствоведения[19], профессор Санкт-Петербургской консерватории, кафедра общего фортепиано
- Гранквист Яна Юрьевна, доцент кафедры концертмейстерского мастерства Санкт-Петербургской консерватории[20]
- Налимова Алёна Сергеевна, доктор фортепианного факультета Chetham’s International Piano Summer School[21] и др.

## Творчество
Из статьи «Пианистический Ленинград» (Музыкальное исполнительство: Сб. ст.,вып. 11, 1983 г.): 
..исполнительский стиль: сильная ритмическая воля управляла звуковым потоком, наэлектризованная, сухая звучность фортепиано составляла основу полифонической конструкции. Фортепиано - режиссер инструментального "театра", пианист - режиссер музицирующей "труппы". Это достаточно новая функция исполнителя на эстраде, рожденная музыкой двух-трех последних десятилетий, и замечательно, что пианистический Ленинград уже выдвинул идеальную фигуру на эту роль - фигуру Олега Малова...

Композитор А. П. Петров: 
0лег Малов - художник ясно определившейся индивидуальности. Музыкальная ткань, возникающая под его пальцами, ясна, прозрачна, она сплетена из тонких и конкретных линий - в большей мере здесь уместно сравнение с графикой, нежели живописью... Его игра эмоциональна, строга, даже сурова. Очевидно, поэтому в ней особенно дороги своей целомудренностью моменты лирические. Объединяет все удивительно живая импульсивность ритма, выявляющая огромную внутреннюю целенаправленную энергию.

## Жюри конкурсов
- I Открытый фортепианный конкурс для детей и юношества имени Натана Перельмана, г. Санкт-Петербург, 2017 г., член жюри[24]
- VIII Международный конкурс юношеского исполнительского искусства им Г. В. Свиридова, г. Санкт-Петербург, 2019 г., председатель жюри

## Аудиозаписи
- Владимир Щербачев. «3 песни» на стихи А. Блока
Татьяна Мелентьева (сопрано), Олег Малов (фортепиано), запись 1982 года, Мелодия: № 255
- Александр Кнайфель. «Глупая лошадь», 15 сказок для певца (женский пол) и пианиста (мужской пол)
Татьяна Мелентьева (сопрано), Олег Малов (фортепиано), запись 1987 года, Мелодия: № 180
- Пол Хиндемит. Соната для валторны и фортепиано
Виталий Буяновский (валторна), Олег Малов (фортепиано), запись 1981 года, Мелодия: № 58[25]
- Галина Уствольская. Октет для двух гобоев, четырёх скрипок, литавр и ф-но / Соната № 3 для ф-но
ансамбль музыкантов / Олег Малов (фортепиано), грампластинка Мелодия, С10—07151-2

## Дискография
- Galina Ustvolskaya, Piano Sonatas
Oleg Malov (piano), 1994 год, Belgium, Megadisc Classics - MDC 7876
- Alexander Knaifel, Scarry March
Tatjana Milentieva (vocal), Oleg Malov (piano), 1996 год, Belgium, Megadisc Classics - MDC 7855
- Alexander Knaifel, A Silly Horse
Tatjana Milentieva (vocal), Oleg Malov (piano), 1997 год, Belgium, Megadisc Classics - MDC 7844
- Alexander Knaifel, Svete Tikhiy
Keller Quartett (string quartet), Oleg Malov (piano), Tatjana Milentieva (vocal), Andrei Siegle 2000 год, Germany, ECM Records - 461 814-2
- Александр Кнайфель, Лукоморье
Олег Малов (фортепиано), Татьяна Мелентьева (сопрано), Lege Artis Choir (хор), Борис Абалян (дирижёр), 2018 год, Germany, ECM Records-481 1259

## Видеофильмы
- Профессор Малов О.Ю. о солисте-тубисте ЗКР, профессоре СПб консерватории тубисте Валентине Галузине